# João Serrão
Pour les articles homonymes, voir Serrão.
 (septembre 2018).
Si vous disposez d'ouvrages ou d'articles de référence ou si vous connaissez des sites web de qualité traitant du thème abordé ici, merci de compléter l'article en donnant les références utiles à sa vérifiabilité et en les liant à la section « Notes et références ».
João Rodrigues Serrão également connu sous le nom (espagnol) de Juan Serrano est un marin et explorateur portugais de la fin du XVe siècle et du début du XVIe siècle, à l'époque des Grandes découvertes.  Il prit part au voyage de circumnavigation de Magellan (1519-1521).
Serrão était apparenté (frère ou cousin) de Francisco Serrão qui résidait aux Moluques (les « îles des Épices ») lorsque le voyage commença et que Magellan espérait rencontrer mais tous deux moururent la même année (1521), respectivement à Ternate (aux Moluques) et à Cebu (aux Philippines) avant cette possible rencontre. 
João Serrão était pilote d'une caravelle dans la quatrième expédition aux Indes de Vasco de Gama en 1502. Il accompagna aussi Magellan et son frère ou cousin Francisco lors de la septième expédition portugaise aux Indes de 1505, expédition conduite par Francisco de Almeida, commandant la caravelle Botafogo, ainsi que lors de la prise de Malacca et d'autres actions en Orient. 
Pendant le voyage de circumnavigation de Magellan en 1519,  il fut capitaine du vaisseau Santiago pendant la traversée de l'Atlantique, puis du Concepcion sur le Pacifique. Il fut impliqué dans les événements tragiques survenus à Cebu, qui se soldèrent par le massacre d'un nombre de membres d'équipage (dont lui-même), massacre dont la responsabilité fut attribuée à Henrique de Malacca, ce qui n'est pas absolument certain puisque rapporté uniquement par Antonio Pigafetta.